# Lies of P
Lies of P es un videojuego soulslike desarrollado por Round8 Studio y publicado por Neowiz Games, ambas compañías de Corea del Sur. El juego se lanzó el 18 de septiembre de 2023 para PlayStation 4, PlayStation 5, Windows, Xbox One y Xbox Series X/S. El juego se basa libremente en la novela italiana de 1883 Las aventuras de Pinocho del escritor Carlo Collodi.
Neowiz y Round8 comenzaron a trabajar en el proyecto para diversificar sus carteras, siendo Neowiz conocido por sus juegos como servicio y Round8 como desarrollador de juegos móviles. Además de la novela de Collodi, el equipo se inspiró en el período de la Belle Époque y el género soul. El juego se lanzó para macOS, PlayStation 4, PlayStation 5, Windows, Xbox One y Xbox Series X/S en septiembre de 2023. Recibió una recepción crítica favorable, con elogios dirigidos a sus imágenes, diseño de sonido y rendimiento, aunque opiniones sobre  su narrativa y jugabilidad eran mixtas. Lies of P vendió 1 millón de unidades en octubre de 2023. El juego fue nominado a varios premios de fin de año, incluidos The Game Awards y Golden Joystick Awards, y apareció en numerosas listas de los mejores videojuegos de 2023. Actualmente, Round8 está desarrollando DLC y una secuela.

## Jugabilidad
Lies of P es un soulslike en tercera persona donde el jugador controla al humanoide Pinocho y recorre a pie la ciudad de Krat, explorando el entorno y luchando contra varios enemigos biomecánicos. El jugador usa un arsenal de armas como una espada y un hacha y puede esquivar y bloquear golpes de sus enemigos. Pinocho tiene un brazo mecánico que puede equiparse con dispositivos como un gancho de agarre para atraer a los enemigos o un lanzallamas. El sistema de armas y elaboración ofrece 30 tipos de armas diferentes con 100 combinaciones. El videojuego presenta un "Sistema de mentiras" donde las decisiones que toma el jugador durante ciertos pasajes afectan el curso de los eventos, lo que lleva a tres finales diferentes. La jugabilidad de Lies of P ha sido llamada "soulslike" y es comparada con la de Dark Souls y Bloodborne.

## Sinopsis

### Escenario
Inspirado en la novela de Carlo Collodi Las aventuras de Pinocho, Lies of P cuenta la historia de Pinocho, un "títere" robótico que se diferencia de otros títeres en su capacidad de mentir, que juega un papel en las decisiones importantes de la historia.
Las marionetas se inventaron en la ciudad de Krat gracias al descubrimiento de una fuente de energía revolucionaria llamada Ergo debajo de ella. Los títeres pronto se volvieron omnipresentes en toda la ciudad, realizando un trabajo menial para la población. El más importante entre los inventores títeres es el legendario Geppetto, que creó a Pinocho. Con el fin de garantizar que los títeres no fueran una amenaza, estaban vinculados al Gran Pacto, que les prohíbe mentir o atacar a los humanos. Sin embargo, a pesar de esto, un día se rebelan y matan a la mayor parte de la población humana de Krat. Los títeres tienen su propio idioma, que consiste en texto borroso en inglés que se hace visible durante las peleas de jefes contra títeres enemigos.
Krat también sufre de la misteriosa e incurable Enfermedad de Petrificación, que ciega a sus víctimas antes de petrificarlas y matarlas. También puede mutarlos en monstruos horribles.

## Desarrollo y lanzamiento
Lies of P fue anunciado el 19 de mayo de 2021 por la editora surcoreana NeoWiz. Durante la Gamescom de 2022 se mostró un avance del juego además del anuncio de que se lanzaría en Xbox Game Pass el día del lanzamiento. En marzo de 2023 se estrenó 11 minutos de gameplay en 4K en el GDC 2023. El director Choi Ji-Won afirma que el juego ha estado en desarrollo durante unos tres años.  El estudio eligió el tema sobre Pinocho para atraer a una base de fans más amplia. Choi Ji-Won señala que la historia original tiene un tono "oscuro" y "trasfondos diversos" que el personal podría usar.

### Ventas
El 17 de octubre de 2023, la desarrolladora del juego anunció que Lies of P había sido un éxito en ventas al superar un millón de copias vendidas.